# Kolt
Un kolt (pluriel : kolty, russe : Колт) était une partie d'un couvre-chef féminin, accroché à un ryasna sur les deux tempes comme signe ostentatoire de richesse de la famille, ce qui était courant du XIe siècle au XIIIe siècle dans la Rus'. Il se composait d'une paire de pièces métalliques, réunies pour former un médaillon creux ou une étoile qui, vraisemblablement, contenait un morceau de tissu, imprégné d'une huile parfumée ou de l'encens. Il était généralement décoré des deux côtés, car ils pouvaient pivoter lorsque la femme marchait.

## Étymologie
L'origine du mot kolt est obscure. En tant que terme, il a été introduit à la fin du XIXe siècle au cours d'enquêtes ethnographiques. Selon une version, il dériverait de l'ukrainien : ковтки signifiant (boucles d'oreilles), également dans les dialectes ouest-ukrainiens колток. Quant à koltok, il viendrait du proto-slave kъl̥tati , pousser, bouger, secouer
Dans un dialecte de Novgorod, le mot колтки signifie pendentifs de boucles d'oreilles, il est également mentionné dans un document sur écorce de bouleau n° 644, trouvé à Novgorod, datant de la République de Novgorod.

## Histoire
Les kolts étaient particulièrement courants aux XIe et XIIIe siècles parmi la riche population urbaine de la Rus' de Kiev. L'art de faire des kolts en utilisant l'émail, le niellage, le skan' (en) et la granulation, a atteint la perfection à Kyiv et à Halytch. Le corps du kolt était fabriqué selon la technique du moulage. Les images reproduisaient des motifs païens ou des oiseaux, plus tard, des visages de saints chrétiens. En particulier, des motifs païens  ont été retrouvés lors des fouilles à Bolochivska (uk).

## Galerie

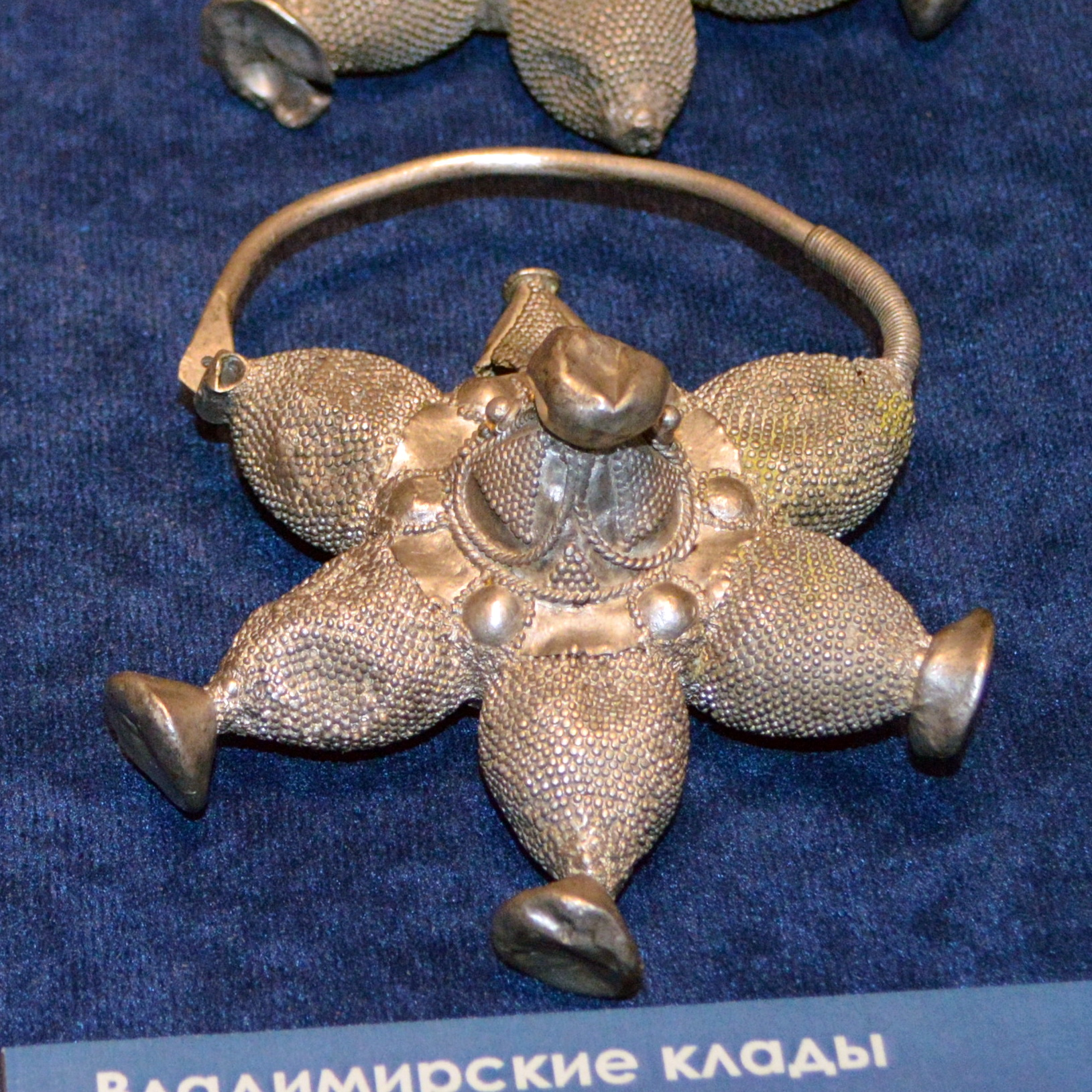
Kolt à six pointes
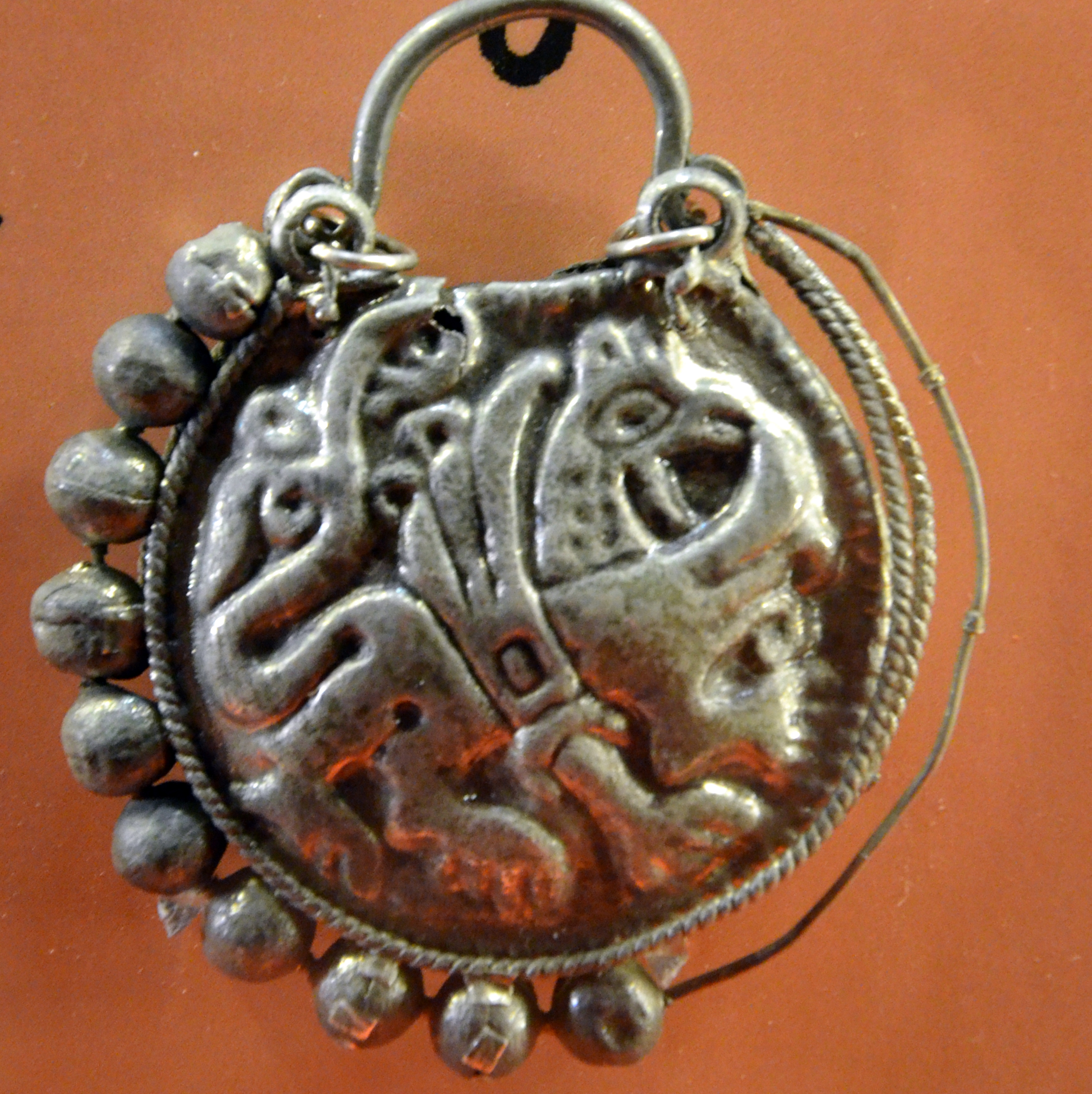
Kolt en argent trouvé près de la tombe avec stèle du cimetière de Trepcza-Sanok
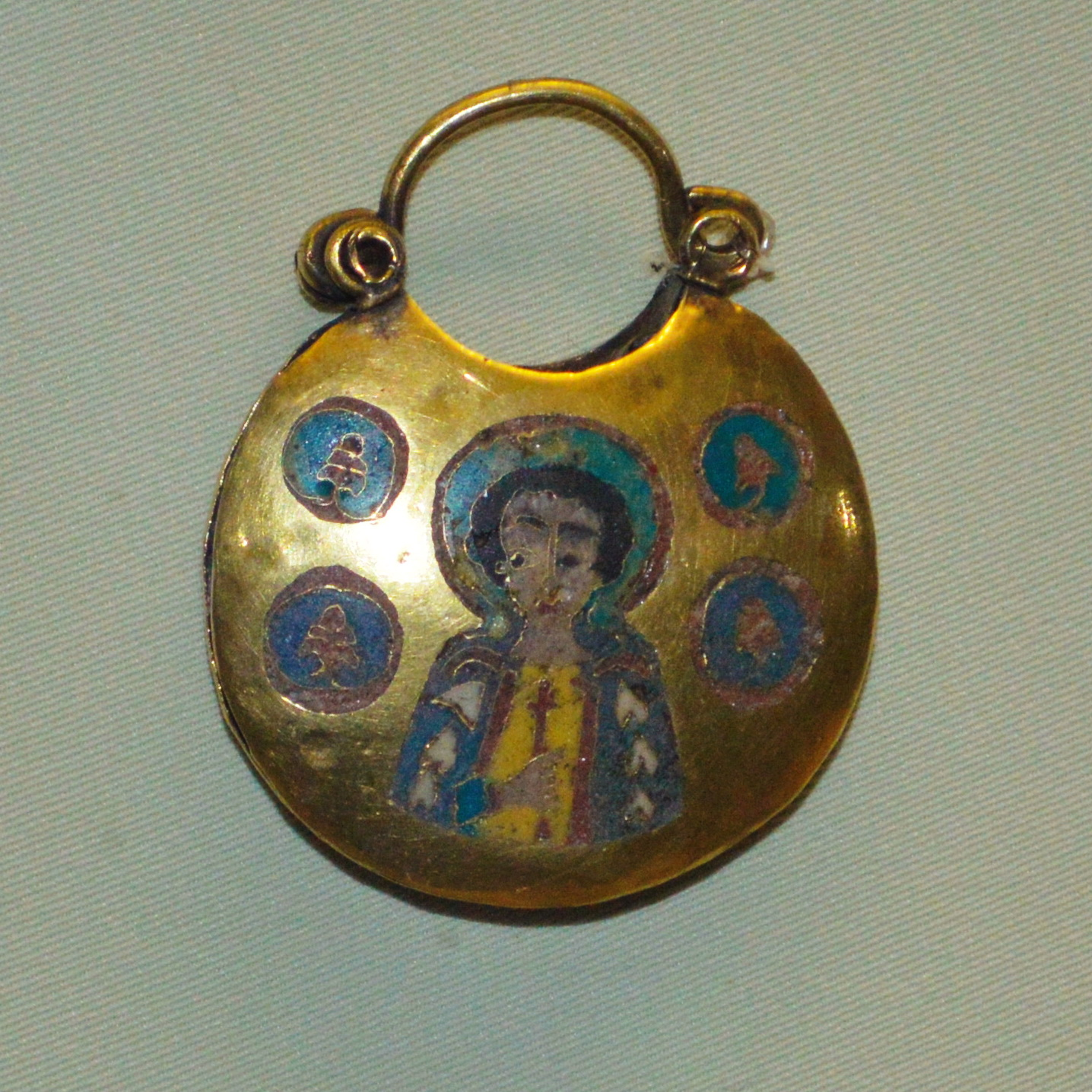
Kolt en or. Trésor de Vladimir sur la Kliazma, XIIe - premier quart du XIIIe siècle. Le trésor a été découvert en 1896 lors de fouilles à Pecherny Gorod (ru).
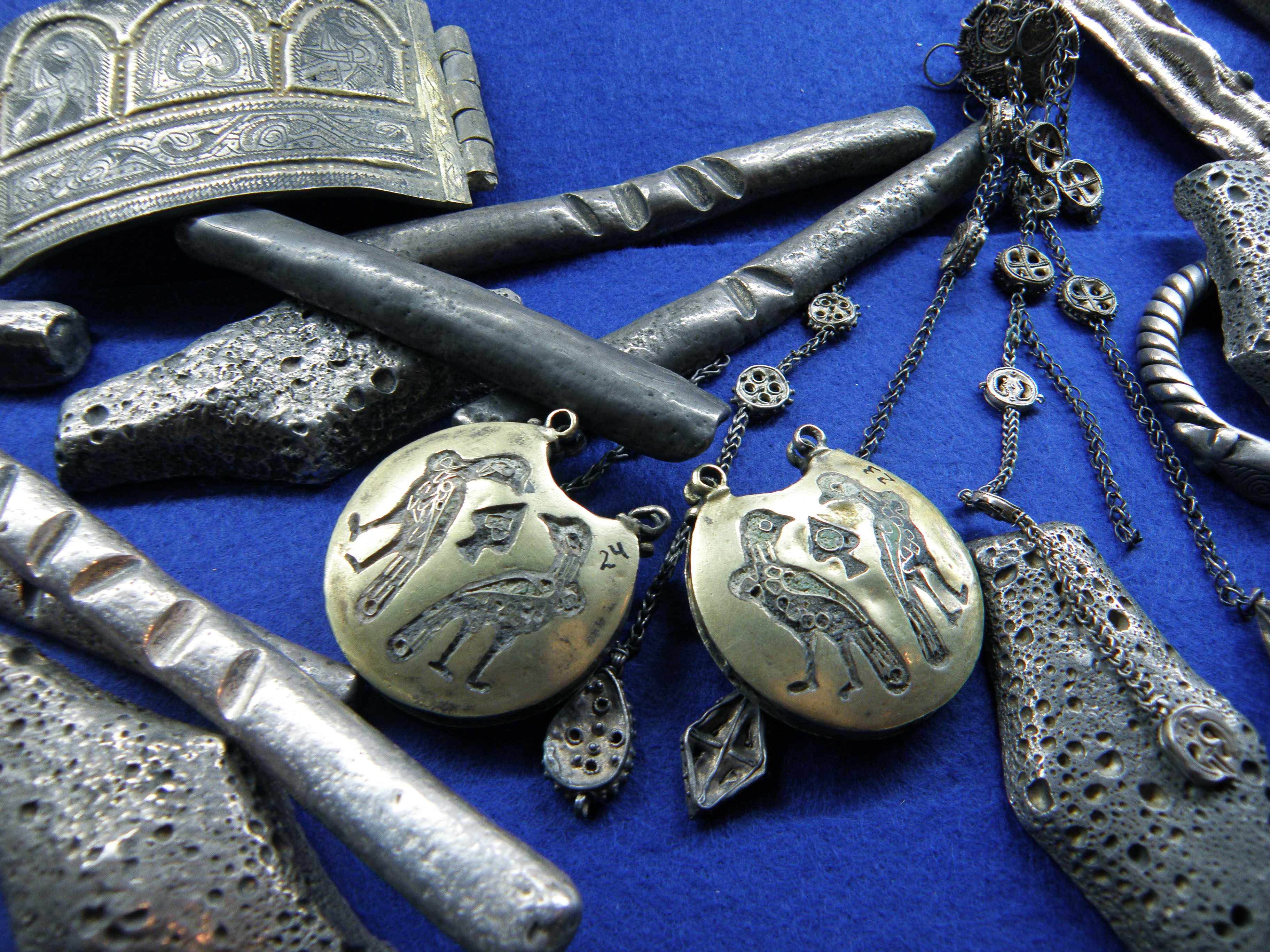
Ornements en argent du trésor de Vishchyn du XIIIe siècle. Musée de la Faculté d'histoire de l'Université d'État de Biélorussie
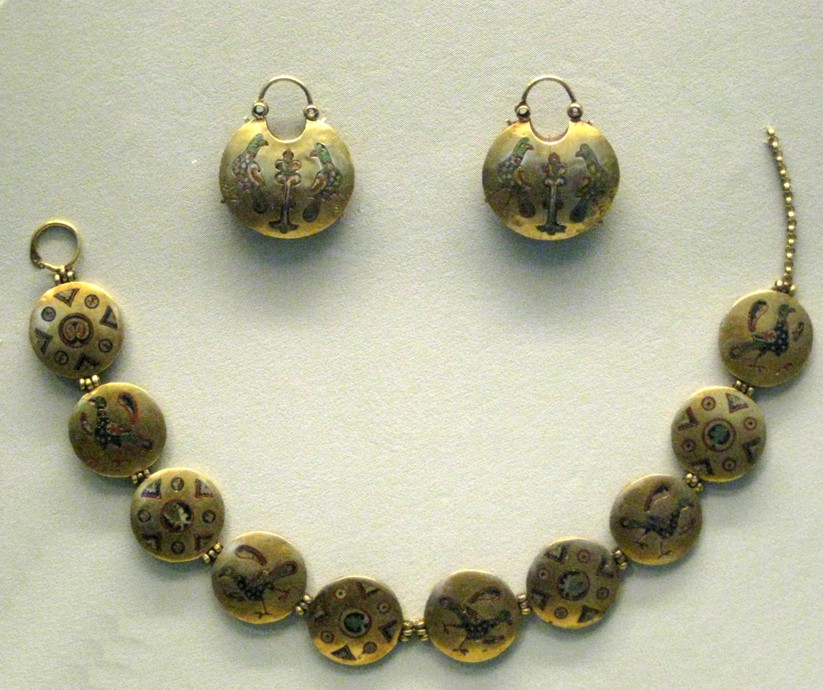
Trésor trouvé près de l'église de la Dîme à Kiev. 1ère moitié. XII c. Kolty et une chaîne faite de plaques pour les attacher. Or, gaufrage, émail cloisonné. Découvert dans les années 1840 près des vestiges de l'église de Kiev, détruite par les Mongols en 1240